# General José de San Martín (kommunhuvudort i Argentina)
General José de San Martín är en kommunhuvudort i Argentina.   Den ligger i provinsen Chaco, i den nordöstra delen av landet, 900 km norr om huvudstaden Buenos Aires. General José de San Martín ligger 81 meter över havet och antalet invånare är 31 758.
Terrängen runt General José de San Martín är mycket platt.
Omgivningarna runt General José de San Martín är huvudsakligen savann. Runt General José de San Martín är det glesbefolkat, med 8 invånare per kvadratkilometer.